# معوية مقاومة للفانكوميسين

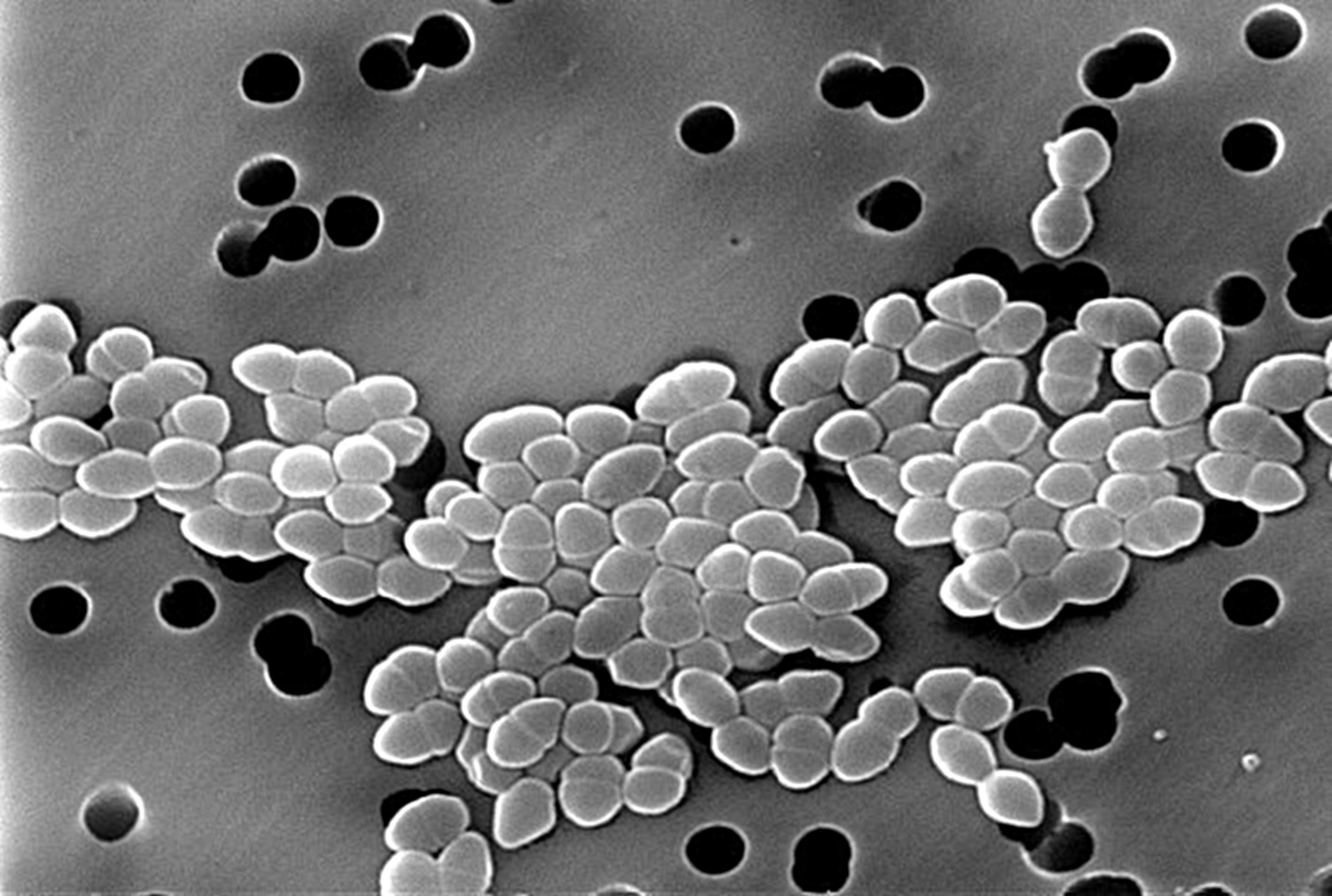
صورة مجهرية بالم.إ.م لمعوية مقاومة للفانكوميسين

معوية الطيرية المقاومة للفانكوميسين (بالإنجليزية: Vancomycin-resistant Enterococcus VRE)‏ هي سلالات بكتيرية من جنس المكورة المعوية مقاومة للمضاد الحيوي الفانكوميسين.

## التاريخ وعلم الأحياء
لتصبح المعوية الحساسة للفانكوميسين مقاومةً للفانكوميسين فإنها عادةً اتحصل على حمض نووي جديد في شكل بلازميدات أو جينات قافزة تقوم بترميز الجينات التي تمنح خاصية مقاومة فانكومايسين. هذه المقاومة للفانكوميسين المكتسبة تتميز عن مقاومة الفانكوميسين الطبيعية الموجودة عند أنواع أخرى من المعوية بما في ذلك المعوية الدجاجية والمعوية الصفراء الكاسلية.